# Amphiura otteri
Amphiura otteri är en ormstjärneart som beskrevs av Ljungman 1872. Amphiura otteri ingår i släktet Amphiura och familjen trådormstjärnor. Inga underarter finns listade i Catalogue of Life.